# ماتیاس هنتزه
ماتیاس هنتزه (انگلیسی: Matthias Hentze؛ زادهٔ ۲۵ ژانویهٔ ۱۹۶۰) دانشمند در زمینه زیست‌شناسی مولکولی اهل آلمان است.